# Wyncor
Wyncor est une toys tech franco-américaine fondée en décembre  2023 par l’ entrepreneur français Julian Jacob. L’entreprise est reconnue comme la première toys tech au monde. Son fondateur, Julian Jacob, apparaît comme le plus jeune entrepreneur au monde sur le secteur du jouet. 

## Historique
En 2014, Julian jacob s’expatrie aux États-Unis, et se lance rapidement dans le secteur du jouet sous licence. Son activité a généré la vente de 750 000 000 produits dans le monde. 
En 2023, Julian Jacob, crée Wyncor. Le siège est alors aux États-Unis, à Hollywood, près de Miami, en Floride. Le nom Wyncor est construit sur deux syllabes. La première est de racine anglophone (de l'anglais  to win, gagner) ; la seconde est latine (cor, coeur). Le nom entier est d'une phonétique accessible au plus grand nombre, notamment aux personnes anglophones et francophones.

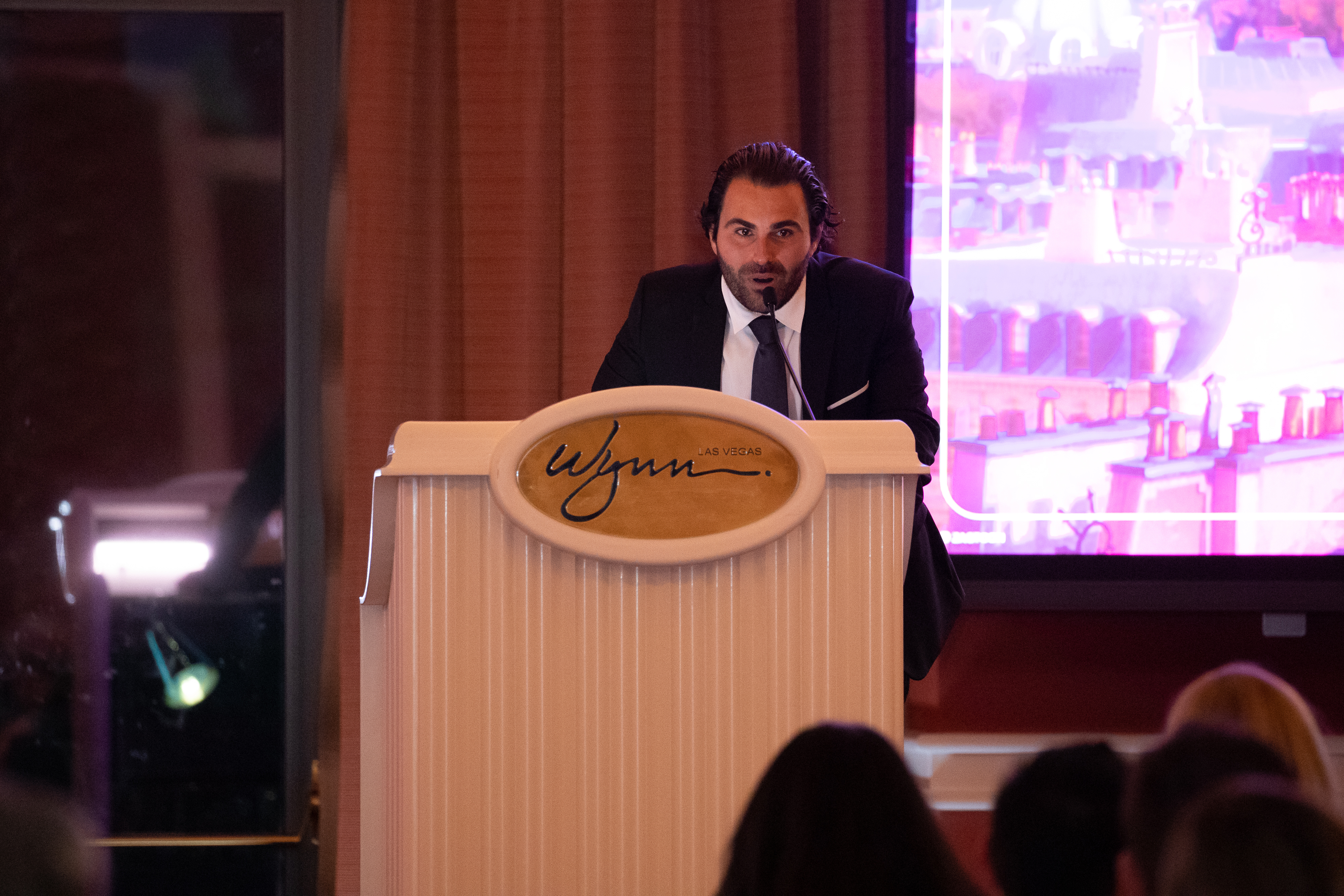
Julian Jacob, fondateur de Wyncor

L'entreprise, dont le siège social est désormais à Paris, avenue des Champs-Élysées, voit ses produits proposés dans plus de 22 000 magasins sur tous les continents,  est  partenaire d’entreprises  géantes, parmi lesquelles Hasbro,,, Émoji, Paramount et Warner.

## Le Concept
L’entreprise a pour objectif d’obtenir des délais d’exécution et de distribution rapides. Son PDG souhaite proposer chaque année 200 nouveaux produits et 20 nouvelles marques. Elle s’appuie sur des grandes sociétés de distribution : Amazon, Carrefour, Toys “R” Us , Walmart ou Kohl’s. Elle souhaite s’éloigner des process habituels de l’industrie du jouet, dont les délais de développement sont longs et le catalogue parfois réduit. 
Le leit motiv est émotions souvenirs tout au long de l’année, pour tous les membres de la famille. 

## Produits
Wyncor propose de très nombreux produits.  Parmi eux, l’un des produits les plus visibles est le Miraball surprises,. Distribué par Walmart, Target, Amazon, la Grande Récré, Rofu et plusieurs milliers d’autres magasins, la Miraball est déclinée dans plusieurs versions sous licence de la firme Hasbro, détentrice des droits sur les marques Peppa Pig, Transformers, Donjons et Dragons... 

## Exposition médiatique
En 2025, dans la saison 5 de l’émission Qui veut être mon associé ? sur M6, Julian Jacob est juré et présent en tant que président de Wyncor. 

## Mécénat
Wyncor soutient et reverse une partie des revenus au bénéfice de la recherche contre le cancer et est partenaire de Gustave Roussy. 
Julian Jacob, de son côté,  effectue des dons de jouets à des hôpitaux pédiatriques dans le monde, notamment aux États-Unis et en France. C’est le premier membre d’un jury à effectuer des donations durant l’émission Qui veut être mon associé ?.